# Hôpital Masih (Le Christ) de Kermanshah
 (janvier 2024).

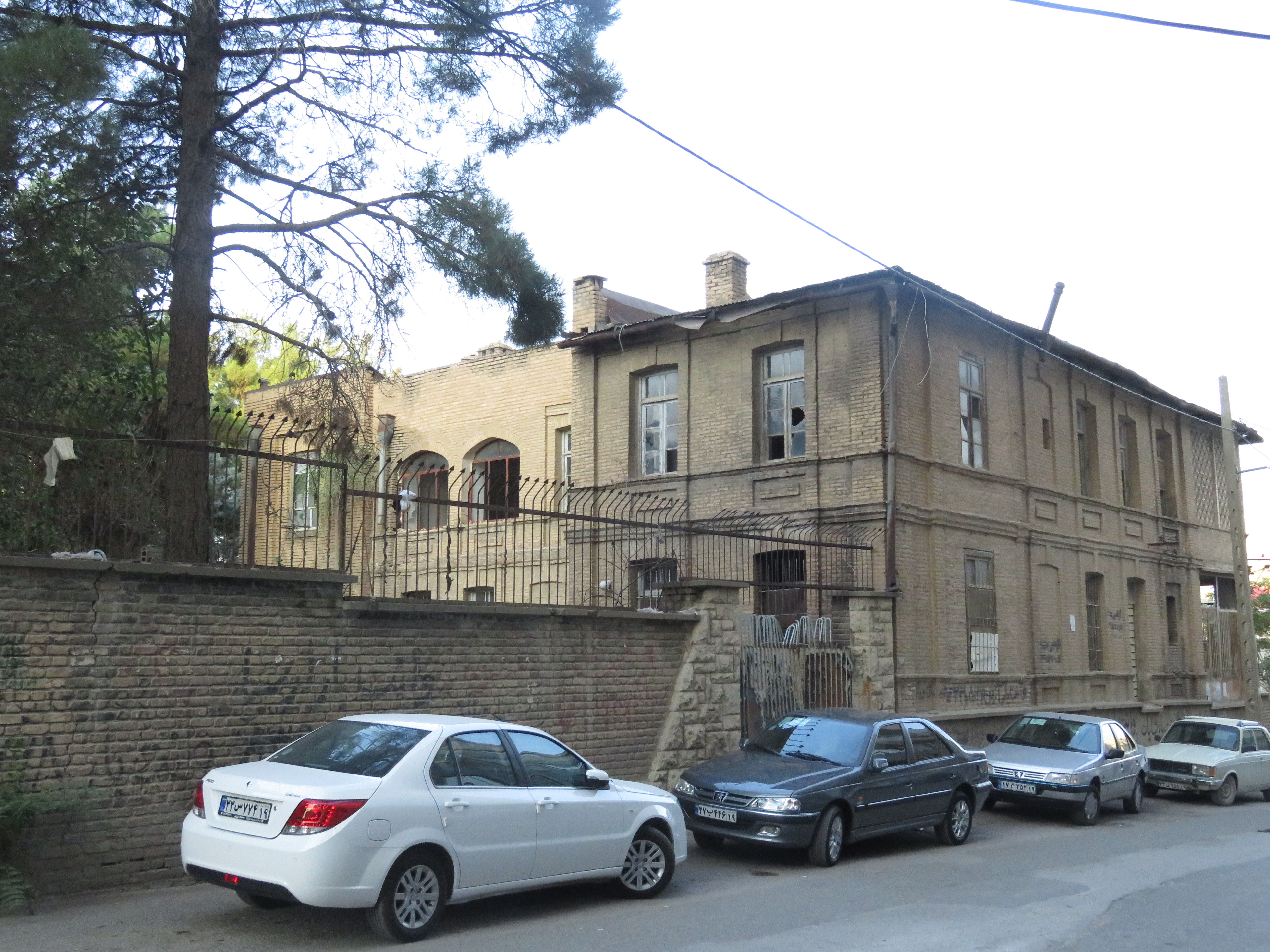
La vue de l'hôpital Masih depuis l'allée du Dr Bussdicker

L'hôpital Masih (Le Messie) ou Westminster Hospital (en anglais) remonte à la fin de la période Qajar et est situé à Kermanshah, rue Shariati. Cet hôpital a été fondé par le Dr Blanche Wilson en 1916 avec le soutien de missionnaires presbytériens,.
Après Blanche Wilson, le Dr Packard devient le chef de l'hôpital. Lui, qui travaillait auparavant parmi les Nestoriens d'Ourmia, a repris ses activités à Kermanshah avec la construction de l'hôpital de Westminster après une courte pause à la suite des conflits entre Iraniens et Russes. Le Dr Packard a pris sa retraite en 1943 et après lui, le Dr Bussdicker est devenu le chef de l'hôpital. Le Dr Moradian fut le dernier directeur de cet hôpital, qui devint plus tard connu sous le nom d'hôpital Masih et d'hôpital Dr Moradian. Cette œuvre a été enregistrée comme l'une des œuvres nationales iraniennes le 10 juin 2002 sous le numéro d'enregistrement 9144.

## Architecture du bâtiment
L'architecte de l'hôpital Masih de Kermanshah était Markar Galstiants, né en 1888 à Ispahan, architecte iranien d'origine arménienne, mort en 1985 aux Etats-Unis.

## Chefs d'hôpital

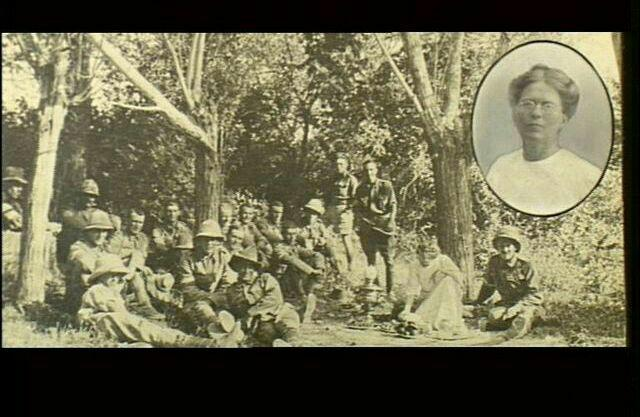
Dr Blanche Wilson (Stead) lors d'un goûter l'après-midi avec des soldats australiens de l'armée britannique stationnés à Kermanshah.

- Dr Blanche Wilson (Stead), de 1916 à 1922
- Dr Packard
- Dr Russell D. Bussdicker
- Dr Cochran
- Dr Moradian[1]

L'hôpital Masih a été inscrit sur la liste des œuvres nationales d'Iran le 10 juin 2002. Mais le propriétaire de l'édifice, qui souhaitait en changer l'usage, déposa plainte au début des années 2010, et la Cour de justice administrative annula son inscription sur la liste des monuments nationaux d'Iran et vota en faveur du propriétaire de l'édifice, et ainsi le nom de l'hôpital Masih a été retiré de cette liste. Après cela, le différend entre l'Organisation du patrimoine culturel de Kermanshah et le propriétaire privé du bâtiment s'est poursuivi et pendant ce temps, le bâtiment de l'hôpital a été endommagé par des catastrophes naturelles telles que le tremblement de terre de 2016 et l'inondation de 2018 . Mais la survenue d’un grand incendie le 27 mars 2018, provoqué intentionnellement, a changé la donne de l’affaire.
Après l'incendie délibéré de l'hôpital de Masih, mené dans le but de le détruire, des groupes populaires et des personnalités culturelles de Kermanshah ont protesté contre le système judiciaire, qui a initialement voté pour retirer l'hôpital de la liste des monuments nationaux. Le pouvoir judiciaire, a dû rendre par la suite un nouveau jugement pour empêcher la destruction de l'hôpital et a averti le propriétaire du bâtiment le 19 juillet 2019 qu'il n'avait pas le droit de détruire ou d'endommager ce bâtiment. À la suite de cette décision, l'hôpital Masih a été inscrit pour la deuxième fois sur la liste des monuments nationaux en août 2019. Cependant, le propriétaire de l'immeuble a de nouveau porté plainte auprès du tribunal et a demandé que l'hôpital soit retiré de cette liste. Le 24 août 1400, le député du patrimoine culturel de la province a annoncé que le Tribunal administratif de justice a de nouveau ordonné le maintien de l'hôpital sur la liste des monuments nationaux et a annoncé que le propriétaire de l'édifice n'avait pas le droit de le détruire et supprimez-le de la liste,,.
L'incendie intentionnel de l'hôpital Masih à Kermanshah a provoqué diverses réactions de la part des groupes populaires et des personnalités culturelles et religieuses de Kermanshah. L'agence de presse Mohabbate, média de la communauté chrétienne d'Iran, a souligné que cet incendie était intentionnel et l'a considéré comme une action visant à détruire la communauté chrétienne en Iran. La Plateforme Yaresan a également publié une déclaration et considéré cette action comme le résultat d'une « sinistre combinaison des actes réactionnaires et du capital », une tentative de « détruire l'héritage historique des minorités religieuses » et de « ravager le patrimoine culturel et politique de la ville de Kermanshah ».[...]

## Besoin d'une réparation d'urgence
En novembre 2022, le directeur général du patrimoine culturel, de l'artisanat et du tourisme de la province de Kermanshah a annoncé que ce bâtiment avait besoin d'une restauration d'urgence et ce département cherche un accord avec le propriétaire du bâtiment pour effectuer ces travaux, puis redonner vie au bâtiment de l'hôpital et présenter un envisagez d’en tirer des revenus.

## requêtes dépendantes
- Liste des œuvres nationales d'Iran
- Organisation du patrimoine culturel, de l'artisanat et du tourisme